# Орлёнок (детский лагерь)
Всеросси́йский де́тский центр «Орлёнок» — федеральное государственное бюджетное образовательное учреждение, крупнейшее в современной России из федеральных учреждений отдыха и оздоровления детей, которое ежегодно принимает около 20 тысяч мальчиков и девочек в возрасте от 11 до 16 лет. Расположен рядом с посёлками Новомихайловским и Пляхо Туапсинского района Краснодарского края.
До 1991 года носил название «Всероссийский ордена „Знак Почёта“ пионерский лагерь ЦК ВЛКСМ „Орлёнок“». Награждён почётным знаком Центрального Комитета ВЛКСМ.

## Краткая история
В 1954 году РСФСР передала Украинской ССР полуостров Крым вместе с крупнейшим пионерским лагерем страны «Артек». В связи с этим возникла необходимость строительства в РСФСР нового Республиканского пионерского лагеря санаторного типа. На основании распоряжения Совета министров РСФСР от 15.01.58 г № 178-р и приказа Министерства здравоохранения РСФСР от 10.02.58 г № 153 был создан Всероссийский пионерский лагерь «Орлёнок». Постановлением Совета Министров РСФСР от 27.03.59 г № 494 начато его строительство близ села Ново-Михайловка (ныне посёлок городского типа Новомихайловский) Туапсинского района Краснодарского края. Название новый пионерлагерь получил в честь песни «Орлёнок».
С самого начала «Орлёнок» связывали дружеские связи с «Артеком», многие вожатые из «Артека» работали в «Орлёнке», передавая опыт и знания молодому лагерю, но сделали «Орлёнок» неповторимым два события — съезды юных коммунаров. Летом 1962 г. «Комсомольская правда» и ЦК ВЛКСМ собрали 50 старшеклассников из различных городов на Первый Всесоюзный Сбор юных коммунаров. В этот отряд пригласили вожатыми трёх «старших друзей» из КЮФ (Коммуна юных фрунзенцев) и несколько ребят-«кюфовцев». Летом 1963 г. в «Орлёнке» были собраны уже 500 старшеклассников и среди них 50 коммунаров. Результатом этих и многих других смен стал феномен «Орлёнка», неофициально прозванный «Орлятской методикой». Созданная в 1960-х годах группой педагогов вместе с И. П. Ивановым и названная им «методикой коллективно-творческого воспитания», она обобщила опыт коммунарских общин СССР и, успешно выдержав «экзамен на прочность» в условиях школьных коллективов, была приспособлена к условиям всероссийского лагеря.
После распада СССР Распоряжением Правительства Российской Федерации от 29.06.1992 г. № 1152-р «Орлёнок» из Всероссийского пионерского лагеря был преобразован во Всероссийский детский центр.

## География и климат
ВДЦ «Орлёнок» расположен на Черноморском побережье Краснодарского края, в живописной бухте в 45 км на северо-запад от города-порта Туапсе.
Территория «Орлёнка» составляет более 300 га и дугообразно вытянута вдоль песчаных пляжей бухты Голубая от безымянного ручья на севере до выдающегося на 300 м в море мыса Гуавга на юге. С запада «Орлёнок» омывается Чёрным морем, а с востока ограничен невысокими лесистыми горами. ВДЦ «Орлёнок» с востока на запад пересекают несколько безымянных ручьёв и речка Пляхо.
Климат в «Орлёнке» в основном определяется тёплым Чёрным морем и наиболее близок к субтропическому. В период с мая по октябрь в течение каждого месяца отмечается более 20 дней с наиболее благоприятной погодой. Средняя дневная температура в этот период 20-24°C тепла. Наиболее благоприятный для купания период (с температурой воды выше 17 °C) длится с середины мая до середины октября. Годовое количество осадков 1000—1300 мм. Самые сухие месяцы — май, июнь, июль и август, когда солнечная погода лишь изредка прерывается короткими тёплыми ливнями с грозой. Рядом с «Орлёнком» располагаются посёлки Новомихайловский и Пляхо. Снег в «Орлёнке» выпадает крайне редко, не каждую зиму и достаточно быстро тает. Благоприятный климат способствует тому, что «Орлёнок» утопает в зелени с чрезвычайным разнообразием растительного мира, обогащённого крымской и колхидской флорой. Богатая флора насыщена разнообразной лесной и прибрежной орнитофауной.

## Детские лагеря

Значок вручается на последнем «огоньке» отряда тем ребятам, чьи дела и поступки служили примером для других, помогали делать жизнь в лагере интересной, полезной, насыщенной, но сейчас его всё чаще начинают выдавать вне зависимости от дел и достижений ребёнка. Существует особый ритуал вручения значка. Ребята высказывают свои мнения о каждом представителе отряда, а вручает значок самый верный и близкий друг.

В состав Всероссийского детского центра (ВДЦ) «Орлёнок» входят десять детских лагерей: летние лагеря «Комсомольский», «Дозорный», «Олимпийский», «Олимпийская деревня», «Солнышко» и «Юнармеец» и круглогодичные — «Солнечный», «Звёздный», «Стремительный», «Штормовой».
Лагеря «Солнечный» и «Комсомольский» расположены непосредственно у моря и представлены уютными кирпичными и деревянными домиками, коттеджами и жилыми эллингами, которые сами орлята называют «бочки». Домики юных пограничников лагеря «Дозорный» располагаются среди тенистых деревьев лесистого холма, на вершине которого возвышается настоящая пограничная вышка.
Летний лагерь «Олимпийский» представляет собой оригинальной архитектуры трёхэтажное здание, расположенное на возвышенности, с которого открывается вид на море «до горизонта».
Круглогодичные лагеря «Звёздный» и «Стремительный» похожи друг на друга, их четырёхэтажные корпуса по архитектуре напоминают морские лайнеры, хотя и располагаются в глубине территории «Орлёнка» среди берёз и плакучих ив.
Оригинальную архитектуру имеет трёхэтажный корпус лагеря «Штормовой», расположенный прямо на берегу моря, — он напоминает устремившийся в океан корабль с мачтами, рубками, палубами, трапами и со скошенными назад трубами.
Каждый лагерь имеет свою площадь для линеек, свои спортивные и сценические площадки, радиоузел, столовую и медпункт. Все лагеря оборудованы многочисленными душевыми, хозяйственными и вспомогательными помещениями, сушильными и гладильными комнатами.
В каждом лагере ежемесячно реализуются авторские и специализированные смены.

## Здания и сооружения

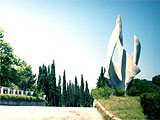
Въездная площадь

Помимо детских лагерей, в «Орлёнке» имеются многочисленные строения, сооружения и памятники.
При приезде в «Орлёнок» дети в первую очередь попадают на Въездную площадь, где расположен стилизованный памятник «Костёр», устремивший ввысь языки своего пламени. Площадь оформлена надписью «Всероссийский детский центр Орлёнок». Ночью зрелище усиливается цветовой подсветкой памятника и надписи. Хотя этот памятник появился задолго до строительства ВДЦ «Океан», ныне существует легенда, что этот костёр подарен «Орлёнку» детским лагерем «Океан», и три языка пламени символизируют три братских лагеря, объединённые этим костром — «Артек», «Орлёнок» и «Океан».
Приёмный корпус, оформленный на весь фасад панно и огромными картинами внутри здания, оборудован медицинскими кабинетами, душевыми и камерами хранения.
Почти из любой точки «Орлёнка» виден тёмно-розовой облицовки девятиэтажный Корпус вожатых с кинозалом, кафе «Встреча» и многочисленными помещениями для образовательно-воспитательной работы. Здесь живут, работают и отдыхают педагоги-вожатые и другие сотрудники «Орлёнка».
Белое здание школы им. Н. Островского, благодаря архитектуре, привязанной к месту, ступенями поднимается по склону вверх. Здесь просторные и светлые классы, кабинеты и спортивный зал.
В конце Аллеи самолётов возвышается трёхэтажный корпус Дома авиации и космонавтики (ДАиК) с многочисленными помещениями для кружковой работы и с музеем космической техники, переданной в дар «Орлёнку» российскими космонавтами.
Неподалёку от ДАиК расположился реконструированный Лечебный корпус со специализированными кабинетами диагностики и лечения.
Посреди лагеря располагается стадион «Юность» с футбольным полем, подтрибунными помещениями, легкоатлетическими сооружениями и чашей олимпийского огня. За ним расположился трапециевидный корпус Дворца культуры и спорта (ДКиС) с круглогодичным плавательным бассейном с морской водой, с концертным залом, где проходят общелагерные репетиции и развлекательные мероприятия, и с лестничным спуском на набережную. Обновлённая набережная со стилизованными фонарями и белоснежной оградой протянулась от лагеря «Солнечный» до лагеря «Штормовой» более чем на километр.
На набережной, возле лагеря «Солнечный» находится памятный камень, установленный в честь основания лагеря, с высеченными на нём словами, которые помнят все орлята:
12.VII.1960
НА КАМНЕ ВЫСЕЧЕНА ДАТА
ЗАПОМНИ ДРУГ ВОТ ЗДЕСЬ ОРЛЯТА
В СТРОЮ ЗАСТЫЛИ
ВЗВИЛИСЬ ФЛАГИ

ОТСЮДА НАЧИНАЛСЯ ЛАГЕРЬ!

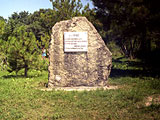
Памятный камень

Между лагерем «Звёздный» и ДКиС расположилась обширная Площадь пионерской славы со скульптурой Орлёнка — паренька в будёновке, который несёт навстречу ветрам эпохи своё знамя. Это место паломничества и фотографирования орлят.
От лагеря «Штормовой» на 250 м в море уходит грузо-пассажирский пирс, прозванный орлятами за свою длину «мостом в Турцию». Здесь же находится штаб спасательной службы.
На самой высокой точке «Орлёнка» возвышается купол астрономической обсерватории, ко входу в который ведёт высокая винтовая лестница. Здесь проводятся регулярные наблюдения за звёздным небом в аэрокосмические и астрономические смены.
Неподалёку от Обсерватории располагается комплекс административных зданий с дирекцией «Орлёнка» и с гостиницей «Лунная» для специалистов смен.
На неосвоенной территории лагеря имеется также кемпинг («Радужный») с отдельным въездом и пляжем для отдыхающих, не имеющий отношения к «Орлёнку».
Неподалёку от лагеря «Стремительный» располагается школа орлят. В период с сентября по май ребята, на протяжении 2 недель смены поддерживают свои знания по основным школьным предметам.
Вдоль центральной дороги разместилась аллея мастеров. На ней же расположены домики, в которых проводятся мастер-классы по вышиванию, рисованию, гончарному искусству и тому подобные.

## Деятельность
Более 1,5 тысяч сотрудников детского центра обеспечивают ежегодный отдых около 20 тысяч детей из 89 регионов России, ближнего и дальнего зарубежья. Наряду с администрацией лагерей, организацией детского отдыха занимается широкий спектр специалистов: вожатые, инструкторы по различным видам спорта, хореографы, музыкальные руководители, режиссёры сцены, психологи, врачи, медицинские сёстры, работники пищеблока, плотники, электрики и другие технические работники.
Ежегодно среди административных групп Центра проходит конкурс мастерства — определяется наиболее эффективная и творческая во всех планах группа.
У «Орлёнка» есть своя автобаза с парком современных автобусов (в основном Авроры выпуска ПАЗа и КАВЗа) и автомобилей, которые выполняют экскурсионные и иные поездки в города Новороссийск, Туапсе, Сочи, Краснодар. За одну лагерную смену «Орлёнок» принимает до двух тысяч ребят летом и около 800 зимой. В зависимости от сезона смены длятся 21 день (летом) или 30 дней (зимой). Всего в год проходят 11 смен. Согласно распоряжению Правительства РФ, 40 % путёвок предоставляются бесплатно, 40 % предоставляются по отпускной цене в размере минимального размера оплаты труда и 20 % путёвок отпускается по договорным ценам.
После заезда на смену дети распределяются по возрасту в отряды до 30 человек в каждом. На отряд отводятся две спальные комнаты — для мальчиков и для девочек, а также комната или иное специализированное помещение для отрядной работы. Спальные комнаты оборудованы кроватями, шкафами для книг, одежды и обуви, столом и стульями. Каждому ребёнку выделяется комплект постельных принадлежностей: одеяло, плед, подушка, две простыни, наволочка, полотенца для лица, ног и пляжа.
Работу в отряде ведут двое вожатых. Им помогают работники многочисленных кружков, расположенных в Доме авиации и космонавтики, в астрономической обсерватории и в мастерской декоративно-прикладного и художественного творчества. Огромным методическим подспорьем служат материалы Методического центра, библиотеки и музея «Орлёнка».
Примечательным местом в «Орлёнке» является библиотека: «Аптека для души» — как называют её «орлята». В библиотеке проходят многие знаковые, интересные и яркие события орлятской жизни. Визитная карточка библиотеки — чай, собранный и приготовленный заботливыми руками сотрудников библиотеки.

## Традиции «Орлёнка»
- Традиция доброго отношения к песне — На сборе, у вечернего костра или перед началом общего дела, в походе или по дороге в школу орлята поют песни о своём лагере, друзьях, море и звёздах. При этом особое внимание уделяется оригинальности песни: важно петь ее так, как было задумано автором, без добавлений и изменений.
- Традиция вечернего огонька — Огонёк — это круг друзей, разговор о том, как прожит день, что порадовало, или огорчило. Огонёк — это откровенье, оценка дел, событий, поступков товарищей или своих собственных. На огоньке мечтают, спорят, поют любимые песни или просто молчат, наблюдая за звёздами.
- Традиция орлятского круга — Положив руки на плечи друг другу (слева на пояс справа на плечи) и тихонько покачиваясь, орлята поют любимые песни так, чтобы в кругу каждый видел лица друзей и их глаза, ощущал дружеское плечо, поддержку и понимание.

## История

### 1957 год
С. А. Шмаковым были разработаны проект и концепция пионерского лагеря ЦК ВЛКСМ «Орлёнок».

### 1959 год
27 марта Совет министров РСФСР принял Постановление № 494 «О строительстве в Краснодарском крае пионерского лагеря». Было выделено 211 гектаров земли, протяжённостью вдоль моря около 3-х километров. Авторы архитектурного комплекса «Орлёнок» Л. Ю. Гальперин, Г. А. Хитаров, Л. Ш. Глаголов, М. Л. Файнберг, В. Б. Фабрицкий, конструктор И. З. Кауфман.
9 апреля Краснодарский Краевой комитет ВЛКСМ объявил строительство «Орлёнка» ударной комсомольской стройкой. 15 апреля Приказом № 302 Министерства здравоохранения РСФСР была утверждена Дирекция строящегося пионерского лагеря санаторного типа «Орлёнок».

### 1960 год
14 июня создана автобаза «Орлёнка».
25 июня сдана первая очередь палаточного лагеря на 480 мест.
12 июля открыт лагерь «Солнечный». Первая и единственная лагерная смена, которая длилась 45 дней, приняла 520 детей из 37 областей Советского Союза в 21 пионерский отряд. Обслуживало лагерь всего 90 сотрудников, многие из них приехали в «Орлёнок» по направлению ЦК ВЛКСМ из Всесоюзного пионерского лагеря «Артек».

### 1961 год
Режиссёром Ф. Надеждиным о новом пионерском лагере снят фильм — «Наш „Орлёнок“».
30 мая состоялась поездка орлят в город Сочи в дом-музей писателя Н. Островского. В Сочи также состоялась встреча орлят с К. Е. Ворошиловым, только что ушедшим в отставку с поста Председателя Президиума Верховного совета СССР.
Состоялся первый Всесоюзный сбор школьного комсомольского актива.
Прибыла первая иностранная делегация школьников из социалистической республики Куба.
В марте состоялась массовая поездка орлят (250 чел.) на автобусах во Всесоюзный пионерский лагерь ЦК ВЛКСМ «Артек».
Созданы первые профильные отряды: юных моряков, создатель — Савченко Станислав Петрович, юных туристов — Федулова Алевтина Васильевна, юных друзей пограничников — Костенко Вячеслав, Кузина Нина.

### 1962 год
Впервые на смену приехали 50 представителей коммунарского движения, в том числе из знаменитой Ленинградской Коммуны юных фрунзенцев под руководством выдающегося педагога И. П. Иванова. На этой смене зародились первые традиции «Орлёнка» и коллективно-творческие дела.
В этом же году в лагере отдыхал 11-летний Толя Карпов (будущий Чемпион мира по шахматам).

### 1963 год
После удачного опыта в предыдущем году в «Орлёнке» прошёл первый Всесоюзный Сбор юных коммунаров.
12 июля сдано в эксплуатацию здание приёмного корпуса.
5 августа вступил в строй грузопассажирский пирс.
В Лунном городке «Орлёнка» открыта гостиница на 90 мест.
22 декабря начала свою работу фабрика-кухня.
Состоялся Всесоюзный сбор учащихся производственных бригад.
В декабре прошла первая в истории «Орлёнка» зимняя смена продолжительностью 40 дней. На эту смену приехали дети из школ-интернатов, которые жили в гостинице Лунного.
Создан и утверждён первый значок «Орлёнка», автор Борис Старис, художник издательства «Молодая гвардия».
В дружине «Солнечная» открыта скульптурная группа «Дружба» (скульптор — Н. П. Михайлёнок).
Вожатый дружины «Солнечная» и будущий главный врач «Орлёнка» Сергей Сафонов написал вечерний орлятский стих, под который и поныне завершается орлятский день:
День отшумел, и, ночью объятый,
Лагерь зовёт уснуть.
Доброй вам ночи, ребята-орлята,
Доброй вам ночи, девчата-орлята,
Доброй вам ночи, вожатые наши.
Завтра нам снова в путь.

### 1964 год
15 июня торжественно открыта дружина «Звёздная», первое здание из стекла и бетона. Первая смена в дружине приняла 528 детей в 13-ти отрядах под опекой 26-ти вожатых.
1 октября открылась школа «Орлёнка» на 960 мест.
Состоялся сбор редакционных коллегий «Комсомольского прожектора». В ноябре в гости к орлятам приехали Герои Советского Союза первый космонавт планеты Юрий Алексеевич Гагарин, космонавты Андриян Николаев, Алексей Леонов, Владимир Комаров, Константин Феоктистов.
С отрядом «Альтаир» работали композитор А. Н. Пахмутова и Н. Н. Добронравов, которые подарили «Орлёнку» знаменитую песню «Звездопад».
В этот год видный педагог «Орлёнка» Олег Семёнович Газман возглавляет лагерь «Солнечный», затем становится первым директором орлятской школы.

### 1965 год
В январе впервые состоялся Всесоюзный сбор орлят в Москве, положивший начало традиции орлятских встреч.
17 июня состоялось открытие дружины «Стремительная», точной копии здания дружины «Звёздная».
5 августа сдано в эксплуатацию здание лечебного корпуса.
Состоялся Всесоюзный слёт победителей физических, химических, математических олимпиад.
Председатель Совета Министров РСФСР Г. И. Воронов и адмирал флота, Главнокомандующий Военно-морского флота СССР С. Г. Горшков подарили «Орлёнку» прогулочный катер «Романтик».
Создан документальный фильм «Солнце, море и 100 фантазий» об одной из орлятских смен с закадровым голосом актёра Зиновия Гердта. Режиссёр — Р. Кожевникова, сценарист — А. Григорян.
В дружину «Стремительная» прибыла делегация иностранных школьников из Франции.

### 1966 год
31 марта сдано в эксплуатацию здание нового гаража, где одновременно может помещаться 100 автобусов.
В апреле состоялось открытие ленинского зала-музея в детском лагере «Стремительный». Создан отряд «Патрули революции», традиционно работающий в музее.
2 мая состоялось открытие Музея Боевой Славы в детском лагере «Звёздный».
30 мая состоялось открытие детского лагеря «Комсомольский», первоначально называвшегося дружина «Лесная».
30 августа открыта дружина «Штормовая», первоначальное название — дружина «Морская»; переименована по инициативе первого начальника дружины И. М. Ржевицкого в честь военного корабля «Шторм», на котором он сражался в Великую Отечественную войну.
30 декабря сданы в эксплуатацию стадион «Юность» с трибунами на 4000 мест и Малая спортивная арена на 500 мест.
Состоялся первый Всероссийский слёт членов клубов юных моряков.
Прошёл первый слёт юных спортсменов-спринтеров.
Прибыли первые делегации иностранных школьников из Египта и Финляндии.
В гостях орлят побывали женские сборные Советского Союза по спортивной гимнастике и по фехтованию в составе чемпионок мира и Олимпийских игр.

### 1967 год
20 февраля открыта орлятская школа пионерских вожатых «Ориентир», где обучалось 80 человек, представлявших все союзные республики СССР.
Состоялось открытие общелагерного летнего театра с эстрадой «Фестивальная» на 1000 мест. Летом там прошёл первый Всесоюзный детский фестиваль искусств, посвящённый 50-летию Великого Октября.
Режиссёр О. Рейзман сняла 10-11 выпуски киножурнала «Пионерия», полностью посвящённые проходившему в «Орлёнке» Всесоюзному детскому фестивалю искусств.
Состоялся слёт победителей операции «Цветы на бруствере».
Прошёл первый Всесоюзный сбор секретарей школьных комсомольских организаций, в ходе которого дружина «Лесная», где проходил сбор, была переименована в лагерь «Комсомольский».
Прошёл Всесоюзный сбор игровиков-затейников.
Гостями орлят стали композиторы А. Н. Пахмутова, Г. А. Струве, Д. Б. Кабалевский, писатель Лев Кассиль, юные актёры и директор только что вышедшего на экраны культового советского фильма о гражданской войне «Неуловимые мстители».
«Орлёнок» награждён Памятным Красным Знаменем ЦК ВЛКСМ в честь 50-летия Великого Октября.
На международной выставке «Экспо-67» в городе Монреале (Канада) проект лагеря «Орлёнок» получил Гран-при за лучшее архитектурно-планировочное решение проекта по классу детского воспитательно-оздоровительного лагеря стационарного типа.

### 1968 год
29 ноября сдана в эксплуатацию набережная.
Прошёл праздник «Неделя детской книги» в «Орлёнке».
Состоялся Всероссийский слёт юных следопытов-организаторов.
Прошёл Всесоюзный сбор юных мастеров и руководителей детских игротек.
У орлят введена новая форма одежды. Изготовлена она фирмой «Юность» (город Москва) по эскизам художников-модельеров из советской Прибалтики.
Создан фильм «Орлята», режиссёры: Е. Иващенко, С. Илларионов.
Состоялся третий Всесоюзный сбор школьного комсомольского актива.
В гостях у орлят побывали актёры Юрий Никулин и Андрей Миронов, снимавшиеся в эти дни неподалёку от «Орлёнка» в широко известной комедии Леонида Гайдая «Бриллиантовая рука».

### 1969 год
5 апреля состоялось торжественное открытие Дома авиации и космонавтики. Алую ленточку перерезал Герой Советского Союза лётчик-космонавт СССР Алексей Архипович Леонов, который первым в мире побывал в открытом космосе. Состоялся Всероссийский сбор мастеров пионерских игротек и юных затейников.
Прошёл Всероссийский слёт детских хоровых студий. Одним из организаторов слёта, его активным участником и главным хормейстером слёта был известный советский композитор, хормейстер, дирижёр, педагог и просветитель, народный артист РСФСР (1991) Г. А. Струве.
Прошёл первый Всесоюзный слёт юных химиков, посвящённый 100-летию открытия Д. И. Менделеевым периодического закона.
Прошёл Всесоюзный сбор школьного комсомольского актива.

### 1970 год
12 июля на общеорлятской линейке во время празднования 10-летия «Орлёнка» состоялась торжественная закладка Памятного камня, на которой были выбиты широко известные строчки вожатого «Комсомольского» Александра Кусого.
Состоялся Второй Всероссийский слёт юных медиков.
Режиссёром Я. Хромченко создан фильм об архитектуре «Орлёнка» — «Салют, мечта».
Издательством «Молодая гвардия» выпущен красочный буклет «С добрым утром, „Орлёнок“».
В гостях у орлят А. Н. Пахмутова, Н. Н. Добронравов, Я. А. Френкель.

### 1971 год
18 марта состоялось открытие клуба интернациональной дружбы «Ровесник» в детском лагере «Звёздный».
Открыт музей Военно-Морской славы в детском лагере «Штормовой».
Состоялся первый Всероссийский слёт юных друзей пожарных дружин.
Создан ещё один фильм об «Орлёнке» — «Республика „Детства“», режиссёр А. Марков.
В гостях у орлят лётчик-космонавт СССР Виталий Севастьянов, актёры Юрий Никулин, Савелий Крамаров, Лидия Смирнова, Ольга Бган.

### 1972 год
17 мая в детском лагере «Звёздный» открылся музей природы.
18 мая в составе детского лагеря «Солнечный» открыта пионерская пограничная застава «Дозорная».
Прошёл первый Всесоюзный сбор актива научных обществ учащихся.
Состоялся второй Всероссийский слёт юных химиков.
В детском лагере «Штормовой» прошёл Всесоюзный сбор юных моряков.
Состоялась научно-практическая конференция «Развитие инициативы и самодеятельности пионеров и школьников в условиях пионерского лагеря „Орлёнок“».

### 1973 год
Состоялся второй Всероссийский слёт юных друзей пожарных дружин.
Состоялся второй Всесоюзный слёт юных авиаторов и космонавтов.
Прошёл пятый финал Всесоюзной военно-спортивной игры «Зарница».
Прошёл Всесоюзный сбор командиров военно-спортивной игры «Орлёнок». В гостях у орлят были дважды Герой Советского Союза лётчик-космонавт СССР Борис Волынов и Герой Советского Союза Маршал Советского Союза Иван Христофорович Баграмян.

### 1974 год
В марте состоялась первая научно-практическая конференция «Развитие общественно-познавательной активности школьников».
Прошёл первый финал первенства РСФСР по многоборью ГТО.
С мая по сентябрь работал временный трудовой лагерь «Спутник» по уборке урожая в совхозе «Дружба».
Создано пионерское лесничество на базе отряда детского лагеря «Звёздный».
30 декабря введён в эксплуатацию Дворец культуры и спорта с плавательным бассейном и киноконцертным залом.
«Орлёнок» принимал молодёжные делегации из Гвинеи и Кубы.
Орлят посетили поэты Сергей Михалков (один из авторов Гимна СССР и России), Роберт Рождественский, композитор Оскар Фельцман, космонавт Виктор Горбатко.

### 1975 год
10 апреля открыта орлятская астрономическая обсерватория с куполом 6,5 метров, с телескопом с диаметром зеркала 300 мм и с радиотелескопом «Аэлита» диаметром 3 м. Создан первый профильный отряд юных астрономов, проводивший свои занятия в аудиториях обсерватории на 100 мест.
Прошли первый Всероссийский слёт юных инспекторов движения и третий Всероссийский слёт юных друзей пожарных дружин.
Александр Масляков провёл телепередачу «А ну-ка, девушки!», где участвовали вожатые «Орлёнка»: Бусарова Валя, Покровская Галя, Тищенко Надежда и победительница конкурса Сарычева Лена.
В гости приезжали космонавт Пётр Климук, писатель Юрий Бондарев, композиторы Юрий Чичков, Георгий Струве, Оскар Фельцман, барды Сергей и Татьяна Никитины, секретарь ЦК ВЛКСМ Тамара Алексеевна Куценко.
Смена с 15 июня по 15 июля-Всесоюзный сбор комсомольского актива в лагере «Комсомольский». Смена 15-летия «Орлёнка». В эту смену проходила и традиционная Спартакиада «Орленка», где первое место в командном зачёте занял Лагерь «Комсомольский». Торжества, посвящённые 15-летию «Орлёнка», проходили на стадионе лагеря. Присутствовали поэт Николай Добронравов, композиторы Александра Пахмутова и Георгий Струве, многократный чемпион Олимпийских игр, Мира, Советского Союза хоккеист Александр Рагулин, секретари ЦК ВЛКСМ и другие почётные гости.

### 1976 год
В сентябре прошла консультативная сессия Всесоюзной детско-юношеской шахматной школы, возглавляемой М. М. Ботвинником (теперь эта школа носит имя Ботвинника. В её составе в детском лагере Стремительный находился будущий чемпион мира по шахматам Гарри Каспаров.
28 октября «Орлёнком» был назван астероид, внесённый в международный реестр за № 2188, открытый научным сотрудником Крымской астрофизической обсерватории Людмилой Васильевной Журавлёвой.
Прошёл первый Всесоюзный сбор членов пионерских штабов.
Состоялась научно-практическая конференция «Некоторые проблемы эстетического воспитания пионеров и комсомольцев в условиях пионерского лагеря».
В гостях у орлят были композиторы В. Соловьёв-Седой и Н. Песков, космонавт В. Лебедев.

### 1977 год
Прошли Всероссийский слёт юных натуралистов, Всероссийский сбор юных техников, четвёртый Всероссийский слёт юных друзей пожарных дружин и Всесоюзный праздник творчества школьников, посвящённый 60-летию Великого Октября.
Во время Всероссийского фестиваля художественной самодеятельности школьников впервые прозвучала песня композитора Юрия Чичкова «Орлята России», ставшая «визиткой» «Орлёнка».
Состоялась научно-практическая конференция «Пути повышения эффективности учебно-воспитательной и оздоровительной деятельности пионерского лагеря».
В московском издательстве «Планета» вышла книга «С добрым утром, „Орлёнок“!».
В гостях у орлят композиторы Юрий Чичков и Николай Песков, писатель Анатолий Некрасов, космонавты Георгий Гречко, Борис Волынов, Валерий Быковский, художник Геннадий Тищенко.

### 1978 год
В сентябре в честь 60-летия ВЛКСМ группа сотрудников «Орлёнка» совершила восхождение на Эльбрус.
В октябре состоялось открытие Площади пионерской и комсомольской славы с бронзовой скульптурой Орлёнка в её центре (скульптор А. А. Киселёв).
Состоялась научно-практическая конференция «Пути совершенствования системы воспитательной и оздоровительной деятельности пионерского лагеря „Орлёнок“».
В гостях у орлят были космонавты Алексей Леонов и Вячеслав Зудов, а также Николай Николаевич Рукавишников.

### 1979 год
26 июля состоялось открытие Всероссийской детской пожарно-технической выставки.
28 декабря введён в эксплуатацию Дом вожатых.
Состоялись третьи международные соревнования юных пожарных дружин социалистических стран по пожарно-прикладному спорту, четвёртый Всесоюзный слёт юных астрономов и космонавтов, пятый Всероссийский слёт юных друзей пожарных дружин и Фестиваль хоров радио и телевидения социалистических стран.
Отшумел международный детский праздник «За счастливое детство в мирном мире».
Прошёл Всесоюзный сбор комсомольского актива.
В гостях у орлят был итальянский детский писатель Джанни Родари.

### 1980 год
В 1980 году лагерь был отмечен государственной наградой — орденом «Знак Почёта». В 1980 и 1985 годах пионерский лагерь «Орлёнок» был внесён в почётную книгу Центрального комитета ВЛКСМ.

### 1982 год
В октябре 1982 года в лагере «Орлёнок» появился хореографический коллектив «Орлята», который и сейчас продолжает свою работу. Участники ансамбля часто выступают перед детьми, которые приезжают в лагерь из разных регионов страны, а также принимают участие в крупных событиях, которые проходят в лагере.

### 1986 год
В 1986 году орлята наблюдали за прохождением кометы Галлея через территорию лагеря с помощью астрономической обсерватории.

### 1987 год
В марте 1987 года на территории лагеря был открыт мемориал, посвящённый Николаю Островскому. Скульптура была создана из цельного куска белого мрамора, добытого на Урале. На постаменте расположены рельефные изображения, которые были выполнены московским скульптором Н. А. Щербаковым по эскизам, предоставленным орлятами.
Памятник находится в парке рядом со школой «Орлёнок» и доступен для посещения как нынешним орлятам, так и тем, кто был здесь раньше.

### 1988 год
В 1988 году лагерь получил подарок от специальной астрофизической обсерватории Российской академии наук — антенну радиотелескопа «Аэлита» диаметром три метра.

### 1991 год
В 1991 году в результате реорганизации, инициированной Бюро ЦК ВЛКСМ, «Орлёнок», стал Российским детским юношеский центром.

### 1992 год
22 июня 1992 года «Орлёнок» был реорганизован в соответствии с решением Правительства Российской Федерации и стал Всероссийским детским центром.
В этот же день, 4 августа, на набережной «Орлёнка» появился памятный знак — Столб мира.

### 1993 год
В 1993 году в Центре состоялась международная конференция, на которой рассматривались вопросы, связанные с культурой и историей христианства.

### 1994 год
В ноябре 1994 года стартовал образовательный процесс в педагогическом колледже «Орлёнок». Его первым руководителем стала Антонина Ковалева, которая в настоящее время является директором общеобразовательной школы, входящей в состав центра.

### 1995 год
В 1995 году была проведена научно-практическая конференция, темой которой стало «Роль и значение „Орлёнка“ в формировании личности современного подростка».

### 1997 год
В 1997 году в «Орлёнке» прошёл первый Всероссийский фестиваль визуальных искусств, который с тех пор стал ежегодным событием.

### 1998 год
В лагере «Орлёнок» 24 июня 1998 года состоялось праздничное событие, которое было посвящено передаче олимпийского огня Всемирных юношеских игр. В том же году был издан сборник песен, который получил название "Песни «Орлёнка».

### 2002 год
4 февраля 2002 года запущен эфир телекомпании «Орлёнок-TV»

### 2003 год
Начало стратегическому развитию было положено 16 сентября 2003 года. В этот день президент Российской Федерации Владимир Путин посетил «Орлёнок». Это был первый визит главы государства в «Орлёнок» за всю историю существования центра.
Цель визита — изучить инфраструктуру и определить долгосрочные планы развития.

### 2005 год
В 2005 году начнёт вещание радиоканал «Орлёнок-FM».

### 2010 год
ВДЦ «Орлёнок» в течение 7-й смены отпраздновал своё 50-летие.

### 2014 год
5 февраля ВДЦ «Орлёнок» принял участие в эстафете олимпийского огня зимних Олимпийских игр 2014 года.

## Список директоров лагеря
- Андреев Андрей Иванович (1960—1961)
- Долбнин Герд Филиппович (1961—1962)
- Дебольская Алиса Фёдоровна (1963—1966)
- Боднарчук Любомир Васильевич (1967—1969)
- Бураков Юрий Васильевич (1969—1977)
- Демидов Михаил Сергеевич (1978—1984)
- Бойко Юрий Григорьевич (1985—1987)
- Солдатов Владимир Александрович (1988—1991)
- Гусев Олег Иванович (1992—1996)
- Гусев Борис Борисович (1996—2000)
- Джеус Александр Васильевич (2001-н.в)

## Фильмы
- В 1965 году вышел документальный фильм «Солнце, море и 100 фантазий» об отдыхе советских детей в пионерском лагере «Орлёнок»[4].
- В 2022 году вышел художественный фэнтезийный фильм для детей «Легенды „Орлёнка“», события которого развиваются в лагере.
- В 2023 году по телеканалу «СТС» вышел сериал «Юность», снятый на территории лагеря «Орленок».